# Battaglia di Formentera (1529)
La battaglia di Formentera fu uno scontro avvenuto il 28 ottobre 1529 quando una flotta ottomana al comando del comandante turco Aydın Reis, nativo di Kayseri,sbaragliò una piccola flotta spagnola di 8 galee al largo dell'isola di Formentera, non lontano da Ibiza.

## Lo scontro
L'imperatore asburgico Carlo V aveva inviato una piccola formazione spagnola di 8 galee, al comando del comandante della flotta castigliana, Rodrigo Portuondo, per eliminare alcune navi barbaresche di Algeri, in cui si trovavano al comando di Aydın Reis (soprannominato dagli spagnoli Cachidiablo, "Cacciadiavolo"), le quali si erano spinte sino a Valencia portando dei moriscos dalla Spagna in Algeria.
Portundo venne ucciso in battaglia, sette delle otto galee finirono per essere catturate dagli Ottomani e i soldati che si trovavano a bordo vennero fatti schiavi nella recentemente conquistata città di Algeri.